# 신명고등학교
신명고등학교(信明高等學校)는 대한민국 대구광역시 중구 동산동에 있는 사립 고등학교이다.

## 학교 연혁
- 1902년 5월 10일 : 선교사 Martha Scott Bruen(부마태 傅馬太)여사가 의료선교사 Woodbridge O. Johnson M.D(장인차) 부인 Edith M. Parker의 바느질반(Sewing Class)과 놀스양(Miss Nourse)이 가르치던 매주 월요일 오후반의 15세미만 소녀 14명을 인수하여 대구 선교지부(Daegu mission center)에 신명여자소학교(Girls' Primary School)를 설립 개교
- 1907년 3월 31일 : 신명여자소학교 제1회 졸업생의 배출을 계기로 상급학교인 신명여자중학교 태동의 바탕이 됨
- 1907년 10월 23일 : 대한제국 중학교령(1899년 4. 4 제정)에 의거 선교사 Martha Scott Bruen 여사가 남산정 동산(南山町 銅山, 현 동산길 17) 소재에 신명여자중학교를 설립, 개교
- 1912년 5월 31일 : 제1회 졸업생 3명(이금례, 박연희, 임성례) 배출
- 1912년 6월 1일 : 일정 당국에 등록된 “신명여자학교” 교명 사용
- 1927년 4월 1일 : 대구신명여학교로 교명 변경
- 1944년 4월 1일 : 일정 당국의 강요에 의해 교명을 대구남산여학교로 변경
- 1944년 4월 30일 : 대구남산고등여학교로 인가
- 1944년 5월 18일 : 재단법인 대구남산여학교 유지재단 설립(제5대 이사장 김충학 취임)
- 1945년 8월 15일 : 광복과 동시에 교명을 신명여자중학교로 환원
- 1947년 9월 1일 : 3년제 초급중학교와 6년제 고급중학교로 학제 변경되어 본교는 6년제로 설립인가(재학생 전원이 해당 학년에 편입되고 4학년 졸업생은 5학년에 편입되어 1947, 1948학년도 졸업생 없음)
- 1951년 8월 31일 : 학제 변경(문교부 승인 문보 502호)에 따라 신명여자고등학교와 신명여자중학교로 분리 개편
- 1952년 8월 30일 : 재단법인 경북노회 신명여학교 교육재단 설립인가
- 1964년 4월 13일 : 「재단 법인」 을 「학교 법인」으로 정관 변경
- 1974년 9월 27일 : 학교법인 신명여학교 교육재단으로 변경인가
- 1975년 3월 5일 : 평준화 제도에 의해 고등학교 신입생 추첨 배정
- 1980년 2월 28일 : 예능관(서관) 4층 준공(음악실 2실, 무용실 1실)
- 1997년 11월 1일 : 학교법인 신명학원으로 법인명칭 변경
- 2003년 3월 25일 : 폴라드관 (강당) 준공(연면적 1.144.3m2, 1200석)
- 2004년 3월 1일 : 남녀공학 시행, 신명고등학교로 교명 변경
- 2004년 11월 27일 : 부르엔관(다목적 체육관) 준공(연면적 1,461.67m2)
- 2009년 12월 18일 : 느티나무집(급식소) 증축 완공
- 2012년 10월 23일 : 기숙사 권정순관(신명학사) 준공
- 2021년 9월 1일 : 제19대 황진길 교장 취임
- 2022년 1월 27일 : 제108회 졸업식

## 참고 자료
- 신명고등학교 - 한국교육학술정보원 학교알리미